# Băldoaie mică
Băldoaie mică este un vechi soi românesc de struguri.